# DISH (Teksas)
DISH je gradić u američkoj saveznoj državi Teksas. Prema popisu stanovništva iz 2010. u njemu je živjelo 201 stanovnika.